# Bay Roberts (plaats)
Bay Roberts is een plaats in de Canadese provincie Newfoundland en Labrador, in het zuidoosten van het eiland Newfoundland. Het dorp is de hoofdplaats van de gemeente Bay Roberts.

## Geografie
Het dorp ligt aan de gelijknamige inham van de Conception Bay. Het bevindt zich in het zuidoosten van het schiereiland Bay de Verde, dat zelf deel uitmaakt van het grote schiereiland Avalon. Het vormt de belangrijkste bewoningskern van zowel de gelijknamige gemeente als van de agglomeratie Bay Roberts.
De plaats is in het zuidoosten vergroeid met Coley's Point en in het noordwesten met Shearstown, twee buurten die eveneens deel uitmaken van de fusiegemeente Bay Roberts. Via de wijk Birch Hills grenst het dorp Bay Roberts ook aan de gemeente North River.
Het dorp wordt aangedaan door de van noord naar zuid lopende Conception Bay Highway (NL-70).

## Geschiedenis
De plaats noemde oorspronkelijke Roberts Bay en was een zomernederzetting van seizoensvissers van het Kanaaleiland Jersey. In 1675 telde de plaats 28 permanente inwoners en 30 stuks vee. In 1689 werd de plaats voor het eerst vermeld onder de huidige naam.
De plaats groeide geleidelijk aan uit tot een belangrijke nederzetting voor de visserij en zeehondenjacht. In die context opende er in 1810 het eerste handelskantoor.
In 1896 werd een dijk over een smal stuk van de natuurlijke haven van Bay Roberts aangelegd. Deze weg, genaamd de Klondike, diende om het buurdorp Coley's Point sneller bereikbaar te maken. De afstand daalde van ruim anderhalve kilometer naar zo'n 250 meter.
In 1910 opende de Western Union Telegraph Company een kantoor in Bay Roberts. Een tijdlang had het dorp het grootste en snelste telegrafiezendstation van Noord-Amerika.
De plaats Bay Roberts werd, met uitzondering van de oostelijke buurten, in 1951 door de provincie officieel erkend als een gemeente. Doorheen de decennia breidde de gemeente Bay Roberts verder uit, onder andere door de annexatie van Bay Roberts East in 1965, waardoor het dorp in zijn volledigheid tot de gelijknamige gemeente ging behoren.

## Galerij

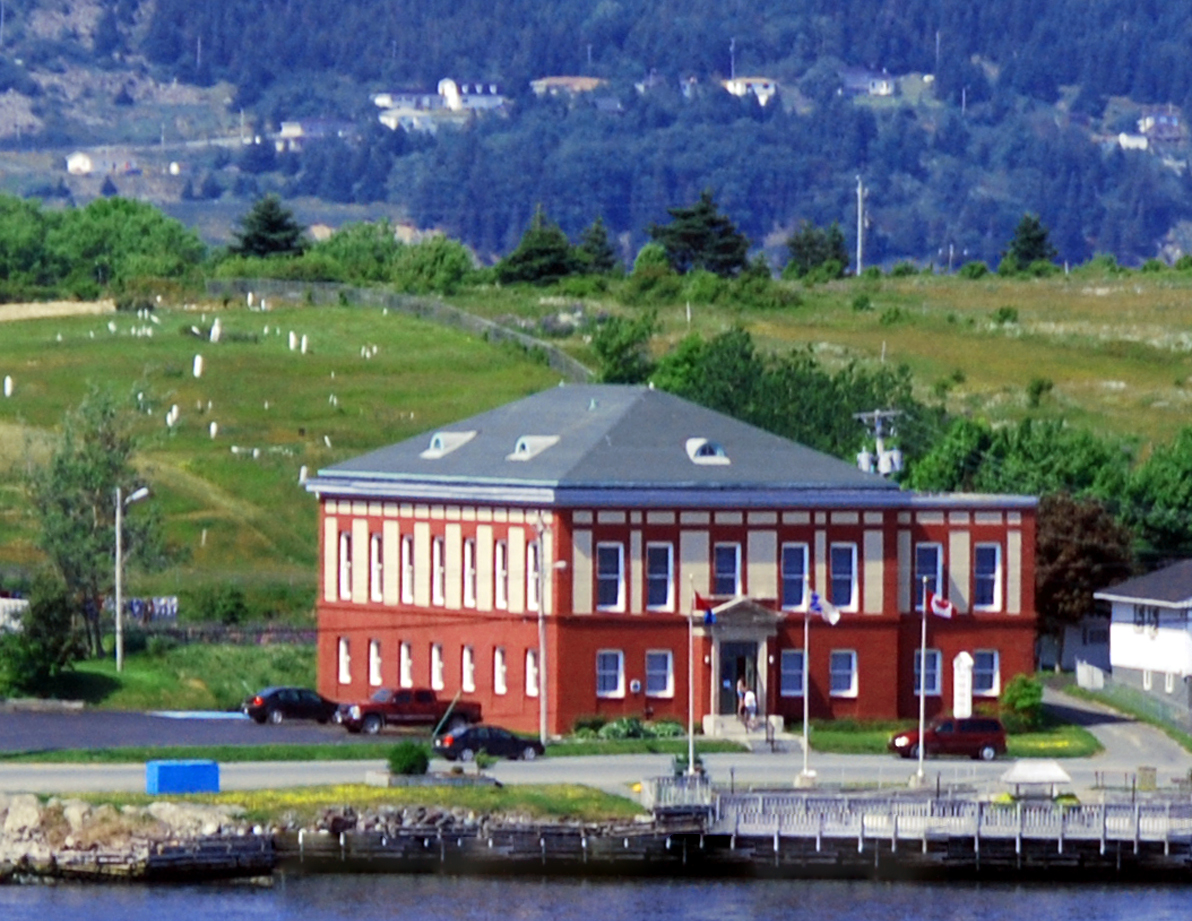
De Cable Building, het voormalige kantoor van de Western Union Telegraph Company, is een National Historic Site of Canada
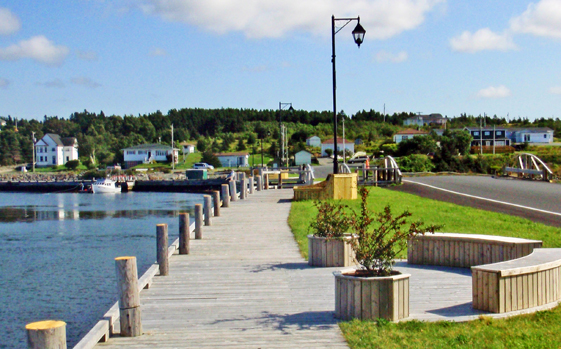
De Klondike Causeway aan de havenrand. In de achtergrond ligt de buurt Coley's Point
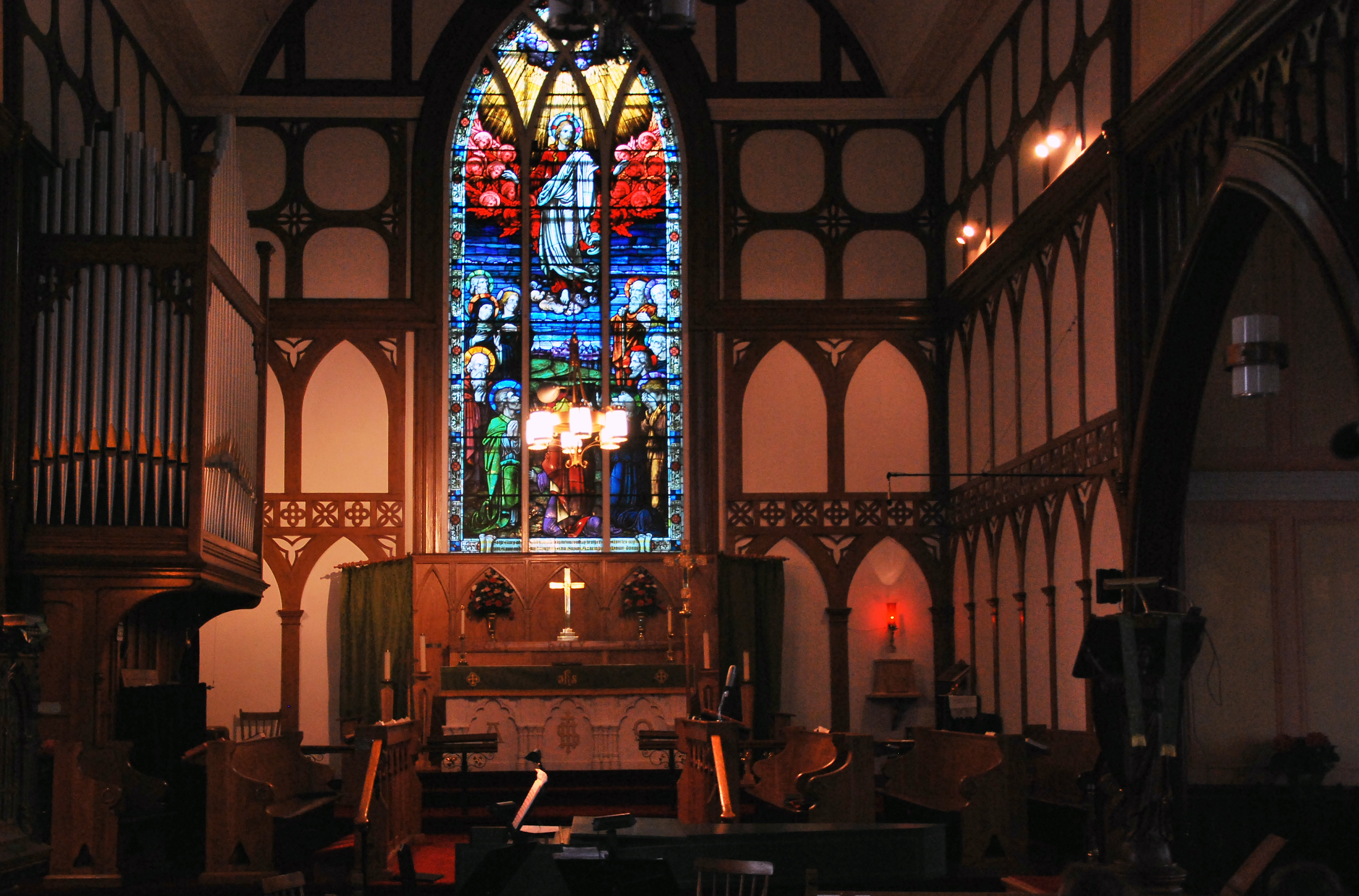
Binnenkant van de Sint-Matthiaskerk
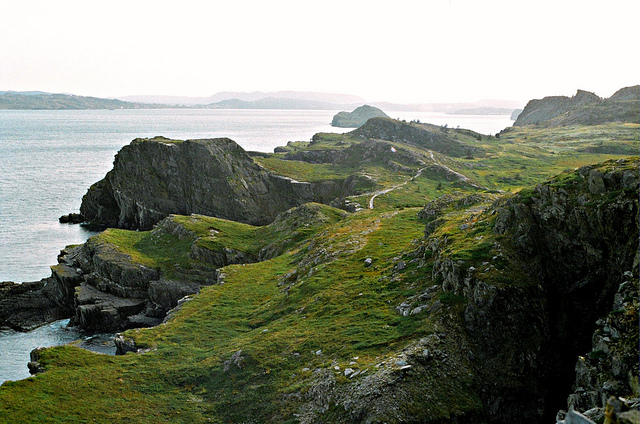
Kliffen langs de Bay Roberts Heritage Trail